# Tricellaria pribilofi
Tricellaria pribilofi is een mosdiertjessoort uit de familie van de Candidae. De wetenschappelijke naam van de soort is voor het eerst geldig gepubliceerd in 1905 door Robertson.